# Erica Brausen
Erica Brausen, née le 31 janvier 1908 à Düsseldorf et morte le 16 décembre 1992 à Londres, est une galeriste et marchande d'art allemande. 

## Carrière
Installée dans la capitale britannique à la fin des années 1930, Erica Brausen travaille pour Redfern avant d'ouvrir en juin 1947 sa propre galerie, la Hanover Gallery, avec une exposition consacrée à Graham Sutherland. Présentée par ce dernier à Francis Bacon durant l'été 1946, elle lance la carrière du peintre. 

## Vie privée
Elle forme avec sa compagne Toto Koopman, ancien mannequin et ancienne espionne rencontrée en novembre 1946, un couple lesbien remarqué de la scène artistique londonienne de la seconde moitié du XXe siècle.